# 印卡斯
印卡斯（英語：Incas，1885年前—1918年2月21日）是一隻雄性卡羅萊納長尾鸚鵡，也是目前已知物種中最後一個確定的個體。雖然野生卡羅萊納長尾鸚鵡的可能目擊事件一直持續到1930年代，美國鳥類學家聯盟也在1920年接受一次目擊事件，但1904年之後就再也沒有收集到任何標本，因此它常被認為是現存的最後一隻個體。印卡斯於1918年死於辛辛那提動物園，與死於1914年的最後一隻旅鴿瑪莎死在同一個圍欄中。它的配偶簡夫人（Lady Jane）在一年前就去世了。

## 背景
卡羅萊納長尾鸚鵡是歷史上唯一原產於北美東部的鸚鵡物種，在早期的記載中數量很多。在歐洲殖民美洲後的幾個世紀裡，由於收集帽子上的羽毛、寵物貿易以及農民將其視為農作物捕食者而將其根除等綜合因素，卡羅萊納長尾鸚鵡在19世紀中期變得越來越稀少。隨著數量的減少，保育人士和鳥類利益團體越來越關注該物種的發展軌跡。到1900年，已經為卡羅萊納長尾鸚鵡建立多個繁殖項目，但成效有限，據稱圈養鳥類的動物園之間沒有進行任何協調。隨著野生鳥類個體數量的減少，卡羅萊納長尾鸚鵡唯一可以確定的棲息地就是人工飼養的地方。

## 生平
印卡斯於1885年被帶到辛辛那提動物園，試圖在那裡建立一個人工繁殖族群。它和其他15隻鳥一起被以40美元（相當於2022年的1200美元）的價格買走。大約在那個時候，人工飼養的鳥經常被賣到歐洲，而寵物貿易中的大多數卡羅萊納長尾鸚鵡都來自佛羅里達州，直到1890年代，每次都會捕獲幾十隻。在動物園裡，印卡斯被飼養在一座建於1875年的日式寶塔風格的鳥舍裡。
印卡斯最終與同一批到來的一隻名叫簡女士的雌鳥配對。在32年的共同生活中，它們成功地定期產蛋，但它們總是把蛋從巢裡滾出來。當這對鳥還在一起時，倫敦動物園出價400美元（2022年超過10,000 美元）購買了這對鳥。鑑於人們對卡羅萊納長尾鸚鵡繁殖習性的既有了解，這對鸚鵡很有可能每年產一次蛋，每窩產兩到三個蛋。據報道，倒數第二隻圈養鳥簡夫人於1917年夏末去世，享年至少32歲。辛辛那提動物園飼養員稱，印卡斯後來變成「無精打采、悲痛欲絕」。據說在1914年9月之後的某個時間，可能是在簡女士去世之後，印卡斯被移到瑪莎去世時的那個寶塔圍欄中。1918年2月21日晚，在印卡斯去世前的48小時內，辛辛那提經歷了異常寒冷的天氣，降雪量大，夜間氣溫低至7 °F（−14 °C）。

## 後續
印卡斯死後，本應和瑪莎一樣被裝在冰塊裡送往史密森自然史博物館。由於不明原因，牠的遺體從未送到那裡。雖然牠很有可能被保存了下來（因為牠的遺體對博物館來說具有相當大的價值），但相關的記錄似乎從未被保存下來，牠的遺體目前的位置也不得而知。有人猜測，牠的遺體在辛辛那提自然史博物館沒有標籤。也有人認為，在第一次世界大戰的最後一年，失去最後一隻被俘虜的卡羅萊納長尾鸚鵡實在是太打擊士氣，不值得密切關注。印卡斯是其物種的最後一個成員這一說法經常被反覆提及，但人們並沒有仔細研究野生族群極有可能一直持續到1930年代。牠的死亡日期也常被誤認為是最後一隻旅鴿的死亡日期。

## 外部連結
- Forever Gone: The Tale of the Carolina Parakeet By J. Drew Lanham
- Cincinnati Zoo Blog: Conservation Responsibility （页面存档备份，存于）
- Carolina Parakeets: Gone but not Forgotten in The Sun Journal[]